# Lipovník (okres Rožňava)
Lipovník (maďarsky Hárskút) je obec na Slovensku v okrese Rožňava. Nejvýznamnější památkou je původně románský kostel sv. Jana Křtitele z přelomu 12. a 13. století. V obci žije 537 obyvatel.

## Historie
Až do roku 1918 patřil Lipovník k Uherskému království, po první světové válce se stal součástí Československa. V roce 1930 zde žilo 543 obyvatel. V letech 1938 až 1945 byl Lipovník pod názvem Hárskút přičleněn k Maďarsku.

## Kultura a zajímavosti

### Památky
Římskokatolický kostel sv. Jana Křtitele je jednolodní původně románská stavba s polygonálním ukončením presbytáře a představěnou věží z přelomu 12. a 13. století. Její vznik souvisí pravděpodobně s klášterem johanitů, který se v této lokalitě uvádí již v roce 1243.
Kostel prošel gotickou úpravou v 15. století, kdy vzniklo současné ukončení svatyně, zaklenuté křížovou žebrovou klenbou. Byl doplněn o freskovou výmalbu kolem roku 1430. Během reformace využívali kostel reformovaní věřící. Kostel byl rekatolizován v roce 1662, v roce 1721 prošel barokní úpravou, kdy vznikla na sever orientovaná sakristie. V roce 1856 vznikl chór pro varhany a interiér získal neogotické zařízení. Nástěnné malby, které se dochovaly v presbytáři, byly restaurovány v 90. letech 19. století a naposledy v roce 1983, kdy se uskutečnil i uměleckohistorický a restaurátorský průzkum.
Na jižní stěně lodi je románské kvádrové zdivo s okny s půlkruhovým zaklenutím. Průčelí kostela má neorománské tvarosloví. Věž je členěna kordonovou římsou a lizénami. Korunní římsa má obloučkový vlys, ukončena je atypickou jehlancovou helmicí.

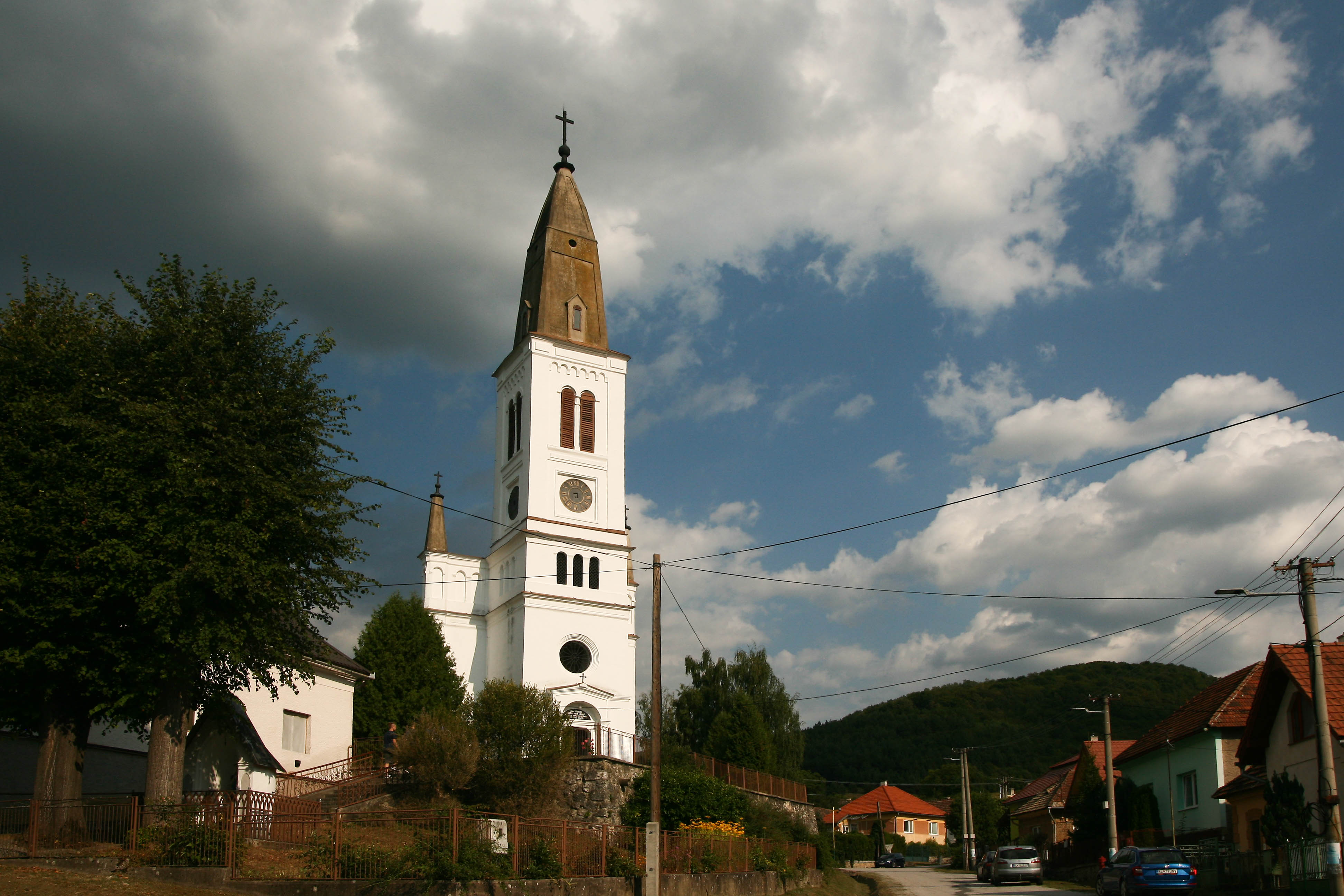
Kostel sv. Jana Křtitele
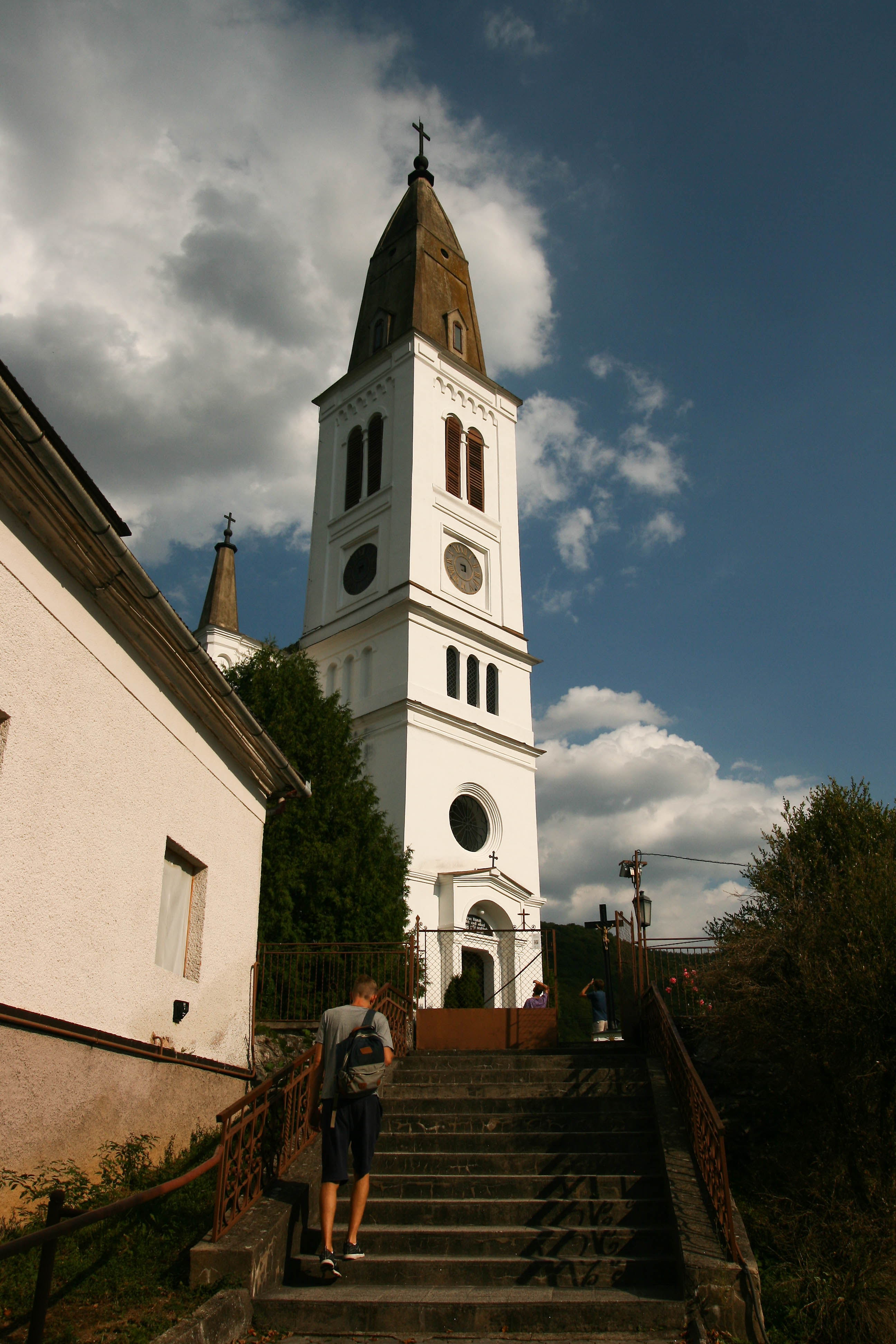
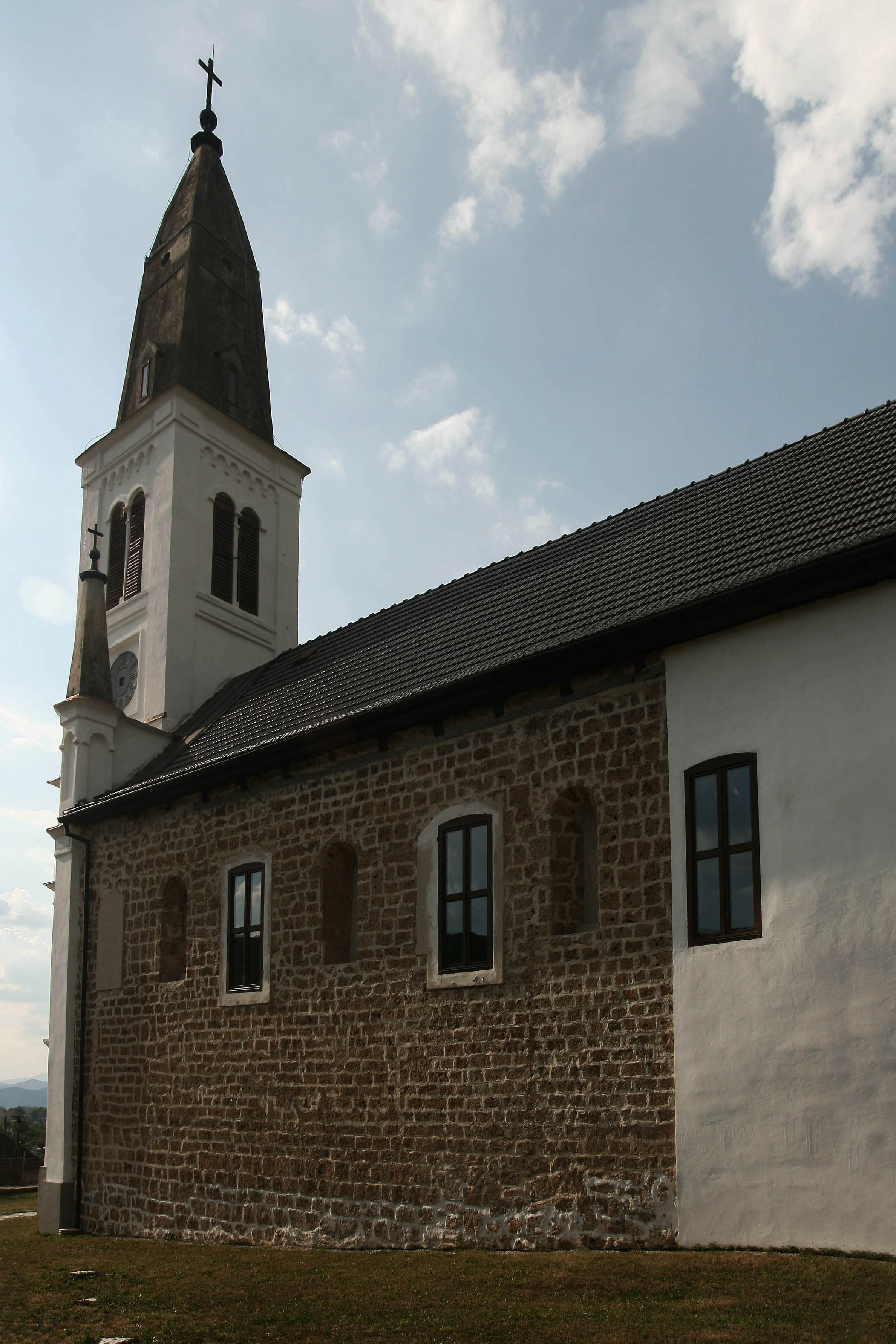
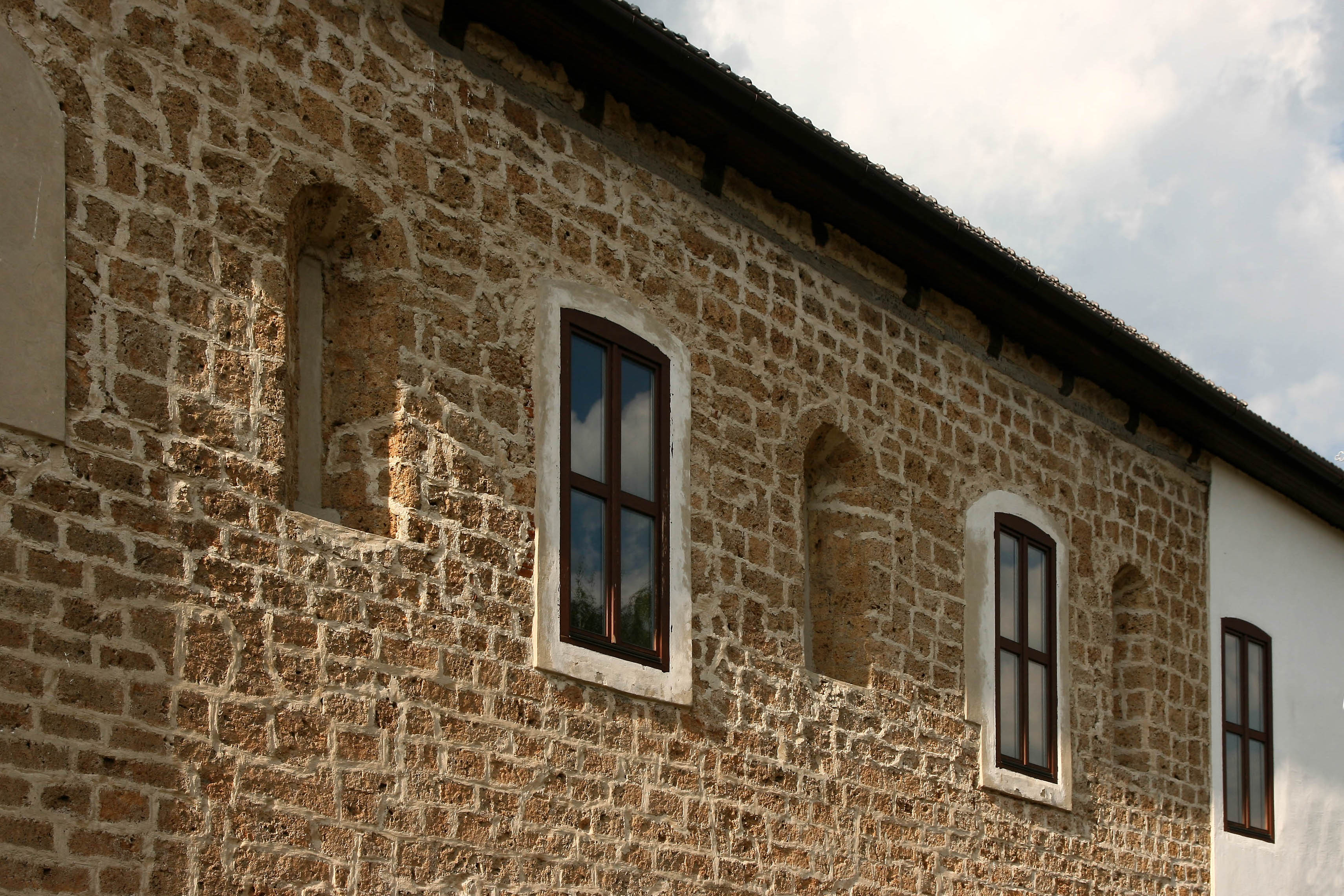
Románské kvádrové zdivo
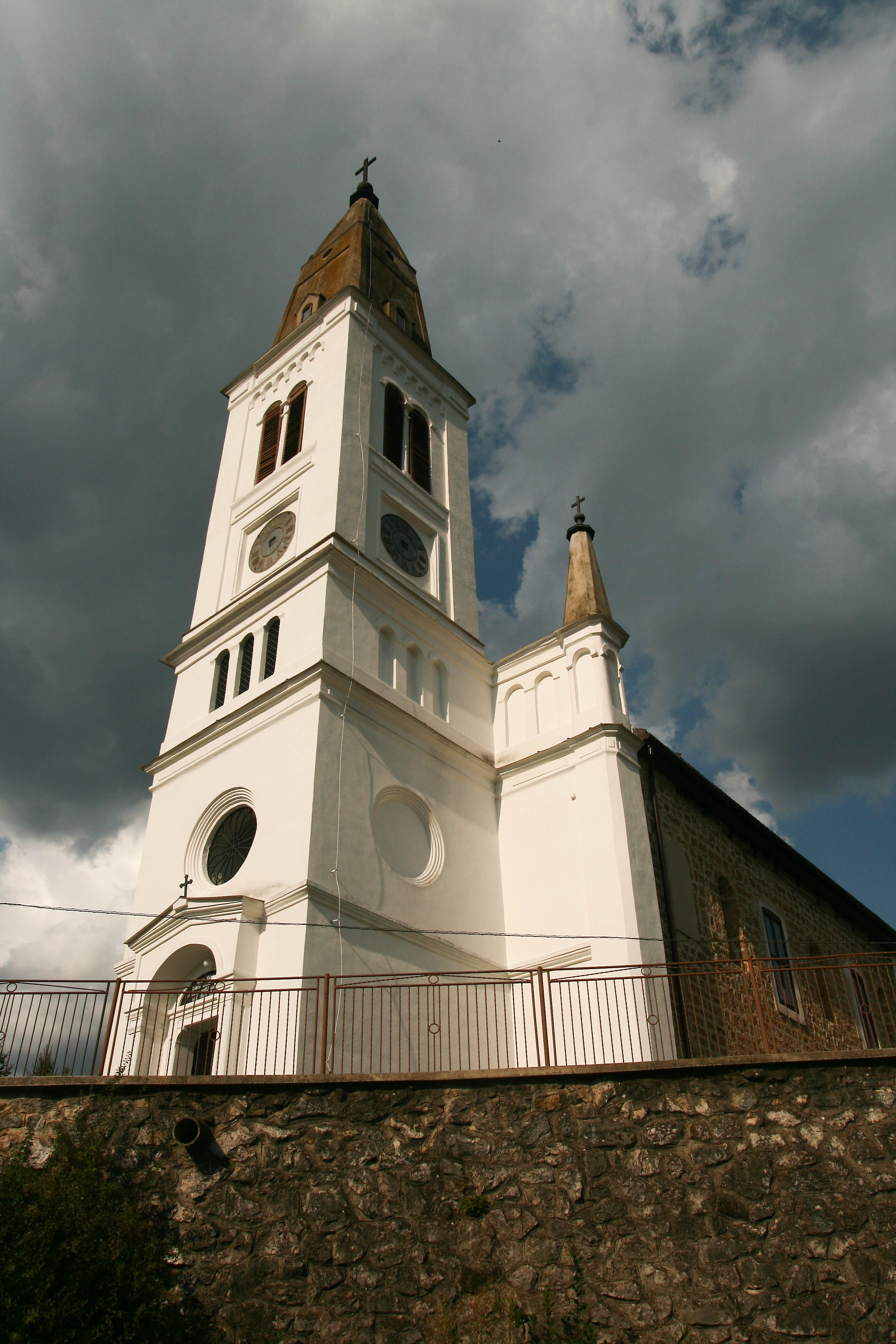
Detail neorománské fasády věže